# Zuchwil
Zuchwil (im lokalen Dialekt Zuchwiu oder kurz Zuchu) ist eine politische Gemeinde im Bezirk Wasseramt des Kantons Solothurn in der Schweiz.
Zuchwil ist ein Vorort der Stadt Solothurn und gilt gemäss Bundesamt für Statistik seit 2024 selbst als Stadt. Bevölkerungsmässig ist Zuchwil nach Solothurn, Olten und Grenchen die viertgrösste Gemeinde und dementsprechend die kleinste Stadt des Kantons. Mit 9452 Einwohnern (Stand: 31. Dezember 2023) ist es die grösste Gemeinde des Bezirks Wasseramt, bei einer eher unterdurchschnittlichen Flächendimension von 4,67 km². Mit 44,94 Prozent ausländischen Staatsangehörigen (2023) hat Zuchwil den zweithöchsten Ausländeranteil (nach Dulliken) im Kanton Solothurn und einen der höchsten schweizweit.

## Geographie

Luftbild (1953)

Die angrenzenden Nachbargemeinden Zuchwils sind Luterbach, Derendingen, Biberist, Feldbrunnen-St. Niklaus, Riedholz sowie die Stadt Solothurn. Dabei bildet die Aare eine natürliche Grenze nach Norden zu Solothurn, Feldbrunnen-St. Niklaus und Riedholz, während der Lauf der Emme der östlichen Grenze nach Luterbach und Derendingen entspricht. Der am weitesten nördlich liegende Punkt Zuchwils ist somit der Zusammenlauf der Emme mit der Aare am sogenannten Emmenspitz. Die Südgrenze nach Biberist bilden weitgehend der Birchi- und der Dittiberg-Wald, je an ihrer Südseite. Westlich zur gleichen Gemeinde spielen die Bahnlinie RBS und wichtigere Strassenzüge die Hauptrolle, was darauf hindeutet, dass diese letztere Grenzziehung nicht sehr alt ist. Deutlich älter ist hingegen der relativ kurze Grenzabschnitt zu Solothurn: Die Gleisanlagen des neuen Solothurner Hauptbahnhofs wurden 1886 bis auf Zuchwiler Gemeindegebiet herübergezogen. Die dortige Grenze scheint, als Ergebnis der Ausscheidung von Weide- und Ackerrechten zwischen Solothurner und Zuchwiler Bauern, seit Jahrhunderten zu bestehen,.

## Bevölkerung

### Nationale Herkunft
Per 31. Dezember 2023 hatte Zuchwil 9520 Einwohner. 55,06 % davon hatten eine Schweizer, 44,94 % eine ausländische Herkunft. Damit ist Zuchwil eine der Schweizer Gemeinden mit dem höchsten Anteil an Menschen mit ausländischer Nationalität. Im Genaueren verteilen sich die prozentualen Anteile wie folgt:
- Italien: 6,37 %
- Türkei: 4,41 %
- Serbien: 3,82 %
- Deutschland: 3,45 %
- Kosovo: 3,33 %
- Nordmazedonien: 2,32 %
- Sri Lanka: 2,22 %
- Kroatien: 1,72 %
- Eritrea: 1,69 %
- weitere 81 Nationen: 15,61 %

## Politik

### Gemeindepräsident
Gemeindepräsident ist seit 2021 Patrick Marti (SP). Damit stellt die SP nun bereits seit über 50 Jahren den Gemeindepräsidenten.

### Gemeinderat
- Grüne: 2
- SP: 3
- CVP: 3
- FDP: 2
- SVP: 1

Der Gemeinderat (Exekutive) besteht inklusive des Gemeindepräsidenten aus 11 Mitgliedern (bis 2017: 23 Mitglieder). Für die sechs letzten Amtsperioden ergaben sich folgende Wahlergebnisse:
| Partei                                                       | 2021–2024 | 2017–2020 | 2013–2016 | 2009–2012 | 2005–2008 | 2001–2004 |
| Sozialdemokratische Partei                                   | 3         | 4         | 8         | 8         | 10        | 9         |
| Christlichdemokratische Volkspartei                          | 3         | 1         | 3         | 3         | 3         | 3         |
| FDP.Die Liberalen (bis 2009 Freisinnig-Demokratische Partei) | 2         | 3         | 5         | 6 / (5)   | 7         | 9         |
| Grüne und Bunte                                              | 2         | 1         | 2         | 2         | 2         | 2         |
| Schweizerische Volkspartei                                   | 1         | 2         | 4         | 4         | 1         | 0         |
| Grünliberale Partei                                          | 0         | 0         | 1         | 0 / (1)   | 0         | 0         |

fettschrift = Meiste Sitze der jeweiligen Amtsperiode

### Gemeindeversammlungen
Die ordentlichen Gemeindeversammlungen finden zweimal jährlich jeweils im Juni/Juli und im Dezember statt. Während der letzten zehn Jahre kam es nur ein einziges Mal zu einer ausserordentlichen Gemeindeversammlung, als im Januar 2009 über eine Ersatz-Tragkonstruktion und ein neues Dach für die Eishalle des Sportzentrum Zuchwil abgestimmt wurde. Die Gemeindeversammlung findet meistens in der Turnhalle des Pisoni-Schulhauses statt.
Besonders die Gemeindeversammlung vom 25. Oktober 1966 sorgte einige Jahre für Schlagzeilen im Kanton. Der in dieser Gemeindeversammlung genehmigte Bebauungsplan "mittleres Blumenfeld" wurde vom kantonalen Regierungsrat verweigert. 1967 bekam der Regierungsrat vom Bundesgericht Recht zugesprochen, da dieser auf Gesetz gestützt und in verhältnismässigem Rahmen die Gemeindeautonomie einschränken dürfe.

### Partnergemeinde
Partnergemeinde von Zuchwil ist Saas Balen (VS).

## Wirtschaft und Infrastruktur

### Unternehmen

#### Aktuell

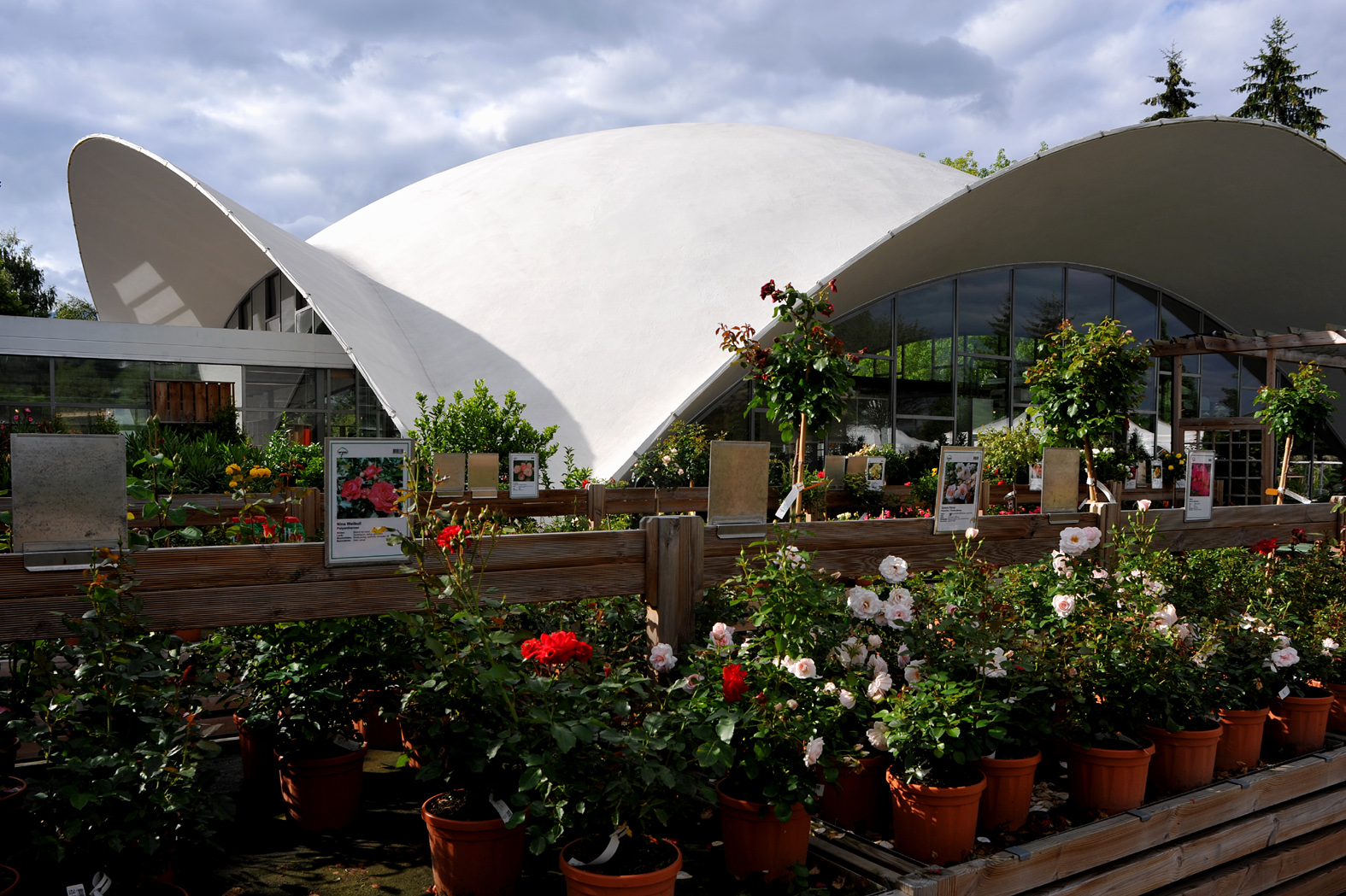
Islerschale, GartenHaus Wyss

- Ausgleichskasse des Kantons Solothurn (AKSO)
- Helion Energy AG
- Itema Ltd., frühere Sultex, Sulzer Textil, siehe: Sulzer AG
- Robert Bosch AG (respektive Scintilla AG)
- Schaerer AG, Getränkeautomaten-Herstellung
- SwissQual AG, Tochter von Rohde & Schwarz, Testsysteme für Mobilfunknetze
- Synthes Holding AG, Medizinaltechnik, Entwicklung von Implantaten und Verwaltungssitz für Europa, Naher Osten und Afrika.[15]
- Wyss Samen und Pflanzen AG

#### Ehemalig
Bis zu ihrem Umzug 2025 nach Solothurn war in Zuchwil eine Betriebswerkstätte der VEBO, einer Einrichtung zur beruflichen und sozialen Eingliederung von Menschen mit gesundheitlichen Beeinträchtigungen.

### Kantonale Bedeutung des Standorts Zuchwil
Zuchwil stellt zudem einen Standort von kantonaler Bedeutung dar. So haben beispielsweise die Ausgleichskasse des Kantons Solothurn (AKSO), die in der AKSO integrierte Invalidenversicherungsstelle sowie der Solothurner Fussballverband ihren jeweiligen Sitz in Zuchwil.

### Klimaschutz – Energiestadt Gold
Zuchwil setzt sich aktiv für den Klimaschutz ein und ist seit 2016 stolze Trägerin des Labels Energiestadt GOLD. Das Label Energiestadt GOLD ist die höchste Auszeichnung für Städte und Gemeinden, die sich kontinuierlich für eine effiziente Nutzung von Energie, erneuerbare Energien und Klimaschutz engagieren und besonders hohe Anforderungen erfüllen.

### Verkehr
Seit 1971 liegt in Zuchwil, neben dem Birchi-Center, ein Autobahnanschluss, der während rund drei Jahrzehnten den Abschluss der Teilstrecke A5 zwischen Zuchwil und der Verzweigung Luterbach an der A1 bildete. Somit diente diese Teilstrecke zunächst als Autobahnzubringer für den Verkehr von und nach Solothurn. Von der als "Solothurn-Ost" bezeichneten Autobahnabfahrt wurde der Verkehr auf der Luzernstrasse über eine Brücke direkt nach Solothurn geleitet, so dass der Dorfkern vom Transitverkehr verschont blieb. Nach der Eröffnung des Autobahnabschnitts zwischen Zuchwil und Lengnau am 18. April 2002, war Solothurn durch die beiden Anschlüsse "Solothurn-Süd" und "Solothurn-West" erschlossen und der Transitverkehr durch Zuchwil entfiel.
Der Zuchwiler Nahverkehr wird durch vier Buslinien von Busbetrieb Solothurn und Umgebung (BSU) gewährleistet, die zwölf Bushaltestellen bedienen.
Bis 1991 fuhren Regionalzüge von Solothurn nach Herzogenbuchsee, danach entstanden die Buslinien 5 und 7. Die erste Bahnhaltstelle nach Solothurn war Scintilla, eine Bahnhaltestelle nur für Fabrikmitarbeiter, an welcher die Züge nur zu bestimmten Zeiten hielten.
| Linie | Strecke |
| ----- | --- |
| 1     | Oberdorf – Solothurn Bahnhof – Zuchwil – Derendingen – Kriegstetten – Recherswil                                     |
| 4     | Rüttenen – St. Niklaus – Solothurn Amtshausplatz – Solothurn Bahnhof – Zuchwil                                       |
| 5     | Solothurn Brühl – Solothurn Amthausplatz – Solothurn Bahnhof – Zuchwil – Etziken – Bolken – Aeschi – Herzogenbuchsee |
| 6     | Solothurn Sonnenpark – Solothurn Postplatz – Solothurn Bahnhof – Zuchwil – Biberist RBS                              |
| 7     | Solothurn Brühl – Solothurn Amthausplatz – Solothurn Bahnhof – Zuchwil – Etziken – Aeschi – Bolken – Herzogenbuchsee |
| 9     | Solothurn Amtshausplatz – Solothurn Bahnhof – Zuchwil – Luterbach                                                    |

| Bushaltestelle | Linien |
| -------------- | ------ |
| Aarmatt        | 4,6,9  |
| Amselweg       | 4      |
| Birchi         | 6      |
| Buchenweg      | 6      |
| Juraplatz      | 4,6,9  |
| Kornfeld       | 1,5,7  |
| Martinshof     | 6      |
| McDonalds      | 1,5,7  |
| Rainstrasse    | 6      |
| Sportzentrum   | 4      |
| Unterfeld      | 4,9    |
| Zentrum        | 6      |

Zuchwil besass bis 1991 auf der Bahnstrecke Solothurn–Herzogenbuchsee einen eigenen Bahnhof, nämlich die Bahnhaltestelle Scintilla, eine Bahnhaltestelle nur für Fabrikmitarbeiter, an welcher die Züge nur zu bestimmten Zeiten hielten. Infolge Schliessung dieser Strecke wurde der Bahnhof abgerissen. Das Gleis ist heute wieder für die Ausbaustrecke Solothurn–Wanzwil in Gebrauch. Des Weiteren führen die Bahnstrecke Olten–Solothurn und eine Strecke des Regionalverkehr Bern–Solothurn durch Zuchwil.

### Regionale Infrastrukturanlagen
Es gibt in Zuchwil viele Infrastrukturanlagen von regionaler Bedeutung, beispielsweise die Abwasserreinigungs- und Kehrichtverbrennungs-Anlagen an der Emmenspitz, den Gasspeicher in der Aarmatt sowie die Garage der BSU im Gewerbegebiet Waldegg.

## Geschichte
- Bronzezeit (etwa um 1000 v. Chr.) – Metallfunde einer Siedlung im jetzigen Emmenschachen[17]
- Ältere Eisenzeit (Hallstattzeit) – Eine Siedlung besteht am Rande von Birchi, an der jetzigen oberen Bühlstrasse. Im Birchiwald gibt es eine Befestigung.
- Jüngere Eisenzeit (La Tène-Zeit) – Im nördlichen Emmenschachen, in der Nähe einer Verteidigungsanlage, wurde ein Schwert gefunden.
- Römerzeit (58 v. Chr.–400 n. Chr.)- Eine Römerstrasse verläuft vom Bucheggberg und von Solothurn ostwärts durch Zuchwil. Am Ort der jetzigen katholischen Kirche, gibt es eine Villa Rustica mit 44 m langem Hauptgebäude. Der Hof steht in einem Strassendorf mit mindestens vier weiteren Villen. Viele Dorfbewohner sind wahrscheinlich Kaufleute und Veteranen aus dem Vicus in Solothurn.
- Völkerwanderungszeit (400–700) – Nach dem Rückzug der Römer besetzten die romanisierten aber germanischen Burgunder das Gebiet. Aus dieser Zeit gibt es bei der jetzigen katholischen Kirche Gräber mit Beigaben. Später nahmen Alemannen von der Gegend Besitz. Um sich besser gegen kriegerische Angriffe zu schützen, befestigten sie den Hügel Birchi (alemannisch für "geschützter Platz").
- ca. 1000 – Zuchwil wurde in denjenigen Akten des geistlichen Solothurner St. Ursenstifts, die erhalten geblieben sind, erstmals erwähnt. Das Stift hatte die Grundherrschaft über die hier lebenden zehntpflichtigen Bauernfamilien. Der Name bedeutet beim Gehöft des Zucho. Territorial gehörte das Dorf zum Königreich Hochburgund.
- 1454 – Die erste Brücke über die Emme wurde erbaut. Zuvor gab es nur einen Steg; Fuhrwerke mussten den Fluss durchqueren.
- 1850 – Hungerjahre brachen aus – nicht zum ersten Mal, aber hier erneut, auch nach dem Sturz des aristokratischen Regiments im Kanton durch die Liberalen im Jahr 1830.
- 1871 – Die ersten Steuern wurden eingezogen, nachdem die moderne Gemeindeform heutigen Zuschnitts eingeführt worden war. In früheren Zeiten mussten die Leute Fronarbeit verrichten und dem erwähnten St. Ursen-Stift Zehnten und Zinsen abliefern.
- 1875 – Die Solothurner Actienbrauerei baute eine Brauerei an der Rainstrasse in Zuchwil.[18] Im Jahre 1907 arbeiteten dort 20 Leute.[19] Die Brauerei wurde 1922 geschlossen.[20]
- 1885 – Einem Grossbrand fallen mehrere Gebäude zum Opfer. Dennoch ist der alte Dorfkern südöstlich der Martins-Kirche auch heute noch relativ gut erkennbar, mit einzelnen Riegelhäusern und anderen älteren Häusern, z. B. mit Baujahr 1845
- 1900 zählte Zuchwil 1100 Einwohner und war damit nur das viertgrösste Dorf im Wasseramt (das grösste war damals Derendingen). Erst danach siedelte sich Industrie an, die durch eine vom Stimmvolk beschlossene restriktive Bodenpolitik Solothurns sowie durch die Bahnhof-Nähe angezogen wurde.
- 1939 – "Die Männer von Zuchwil" – eine Resolution gegen nationalsozialistische Umtriebe im Dorf wurde verabschiedet.
- 1939–1945 – Die Waffenfabrik Zuchwil auf dem heutigen Sultex-Gelände belieferte im Zweiten Weltkrieg aufgrund einer deutschen Beteiligung sowie des herrschenden geopolitischen Druckes einzig Hitler-Deutschland und Mussolini-Italien mit Waffen und Geräten und geriet damit auf eine schwarze Liste der Alliierten. Ausserdem war sie in einem deutschen Angriffsplan auf die Schweiz als eines der Ziele erster Priorität markiert. Nach dem Krieg liess sich die Sulzer AG mit ihrer Textilmaschinen-Sparte auf diesem Areal nieder, bis in den 1990er-Jahren die Produktion unter dem Namen Sultex in italienische Hände überging. Heute nennt sich das Areal Riverside Business Park. Darin stationiert ist seit 2012 unter anderem das renommierte Kleintheater Theater Mausefalle Solothurn.

## Wappen
Blasonierung
In Blau über grünem Dreiberg liegender gelber gebildeter Halbmond, überhöht von gelbem fünfstrahligem Stern
Grüner Dreiberg, gelber Halbmond und drei gelbe Sterne waren schon auf einer Männerchorfahne um 1870 eingewirkt. Spätere Kirchenchor- und Schützenfahnen zeigen ähnliche Motive. Das Gemeindewappen wurde im Jahre 1940 festgelegt. Der Dreiberg erinnert an den Hügelzug von Dittiberg, Bleichenberg und Birchi.

## Religion

### Konfession
Im Jahr 2023 teilte sich die Zuchwiler Bevölkerung in folgenden Konfessionen auf:
| Konfession | römisch-katholisch | reformiert | christkatholisch | andere Konfessionen |
| Anzahl     | 1916               | 1333       | 24               | 6247                |

### St.-Martins-Kirchen

#### Frühere Kirchen
Bauplatz und das Patronymikon St.-Martins deuten darauf, dass eine Kapelle schon im 7. Jahrhundert am Ort der jetzigen katholischen Kirche stand.
- Von der ältesten Kapelle wurde bei einer Ausgrabung 1955 nur der Altar gefunden.
- Im Frühmittelalter wurde darauf eine Kapelle mit einem meterbreiten Altar, einem halbrunden Chor von drei Metern Breite sowie einem rechteckigen Schiff gebaut.
- 1581 folgte die wahrscheinlich dritte St.-Martins-Kirche im gotischen Stil, welche erst 1740 ihre Ältäre erhielt.[22] Auf eigenen Wunsch hin liess sich der Architekt Paolo Antonio Pisoni hier begraben.[23] Da die Kirche mit der wachsenden Bevölkerung zu klein wurde, riss man sie 1953 ab.

#### Katholische Kirche
Die neue, am 15. Juli 1956 eingeweihte, St.-Martin-Kirche entstand nach Plänen von Hermann Baur.
Beim Eingang stehen Reliefe mit biblischen Tiermotiven von Albert Schilling. Im geräumigen Innenraum fallen die abstrakte, in lasierenden Farben, von Roman Candio 1971 bemalte Chorwand und der zentrale Altar auf. Drei kleine Glasfenster stellen einen farbigen Akzent. Im modernen Kultraum steht auch Kunst aus der alten Kirche, wie eine Nachbildung der Einsiedler Madonna. Neben dem Eingang sind weitere Gegenstände der alten Kirche ausgestellt.

### Reformierte Kirche
Die reformierte Kirche Zuchwil steht am nordwestlichen Hang des Birchi-Hügels. Seit 1934 hatte die Theologin Marie Speiser Zuchwil als Gemeindevikar, von Derendingen aus betreut. Als die Kirche im 1942 eingeweiht wurde, wurde sie deren erste Pfarrerin. Sie war eine der ersten Theologinnen, die ein volles Pfarramt in der Schweiz versah.

Als einzige Gemeinde nebst Derendingen, bildet Zuchwil einen eigenständigen Pfarrkreis der Kirchengemeinde Wasseramt, deren keine weiteren Gemeinden angeschlossen sind.

### Neuapostolische Kirche
Die erste Neuapostolische Kirche von Zuchwil wurde am Bettag 1933 eingeweiht. Nach 17 Monaten Bauzeit und Kosten in Höhe von 3,7 Millionen Franken konnte am 14. August 2005 die heutige Neuapostolische Kirche eingeweiht werden. Das Gebäude, das zwei in sich greifende Hände darstellt, erhielt 2005 den Schweizer Architekturpreis "Bronzener Hase" der Zeitschrift Hochparterre.

## Kunst und Kultur

### Sport

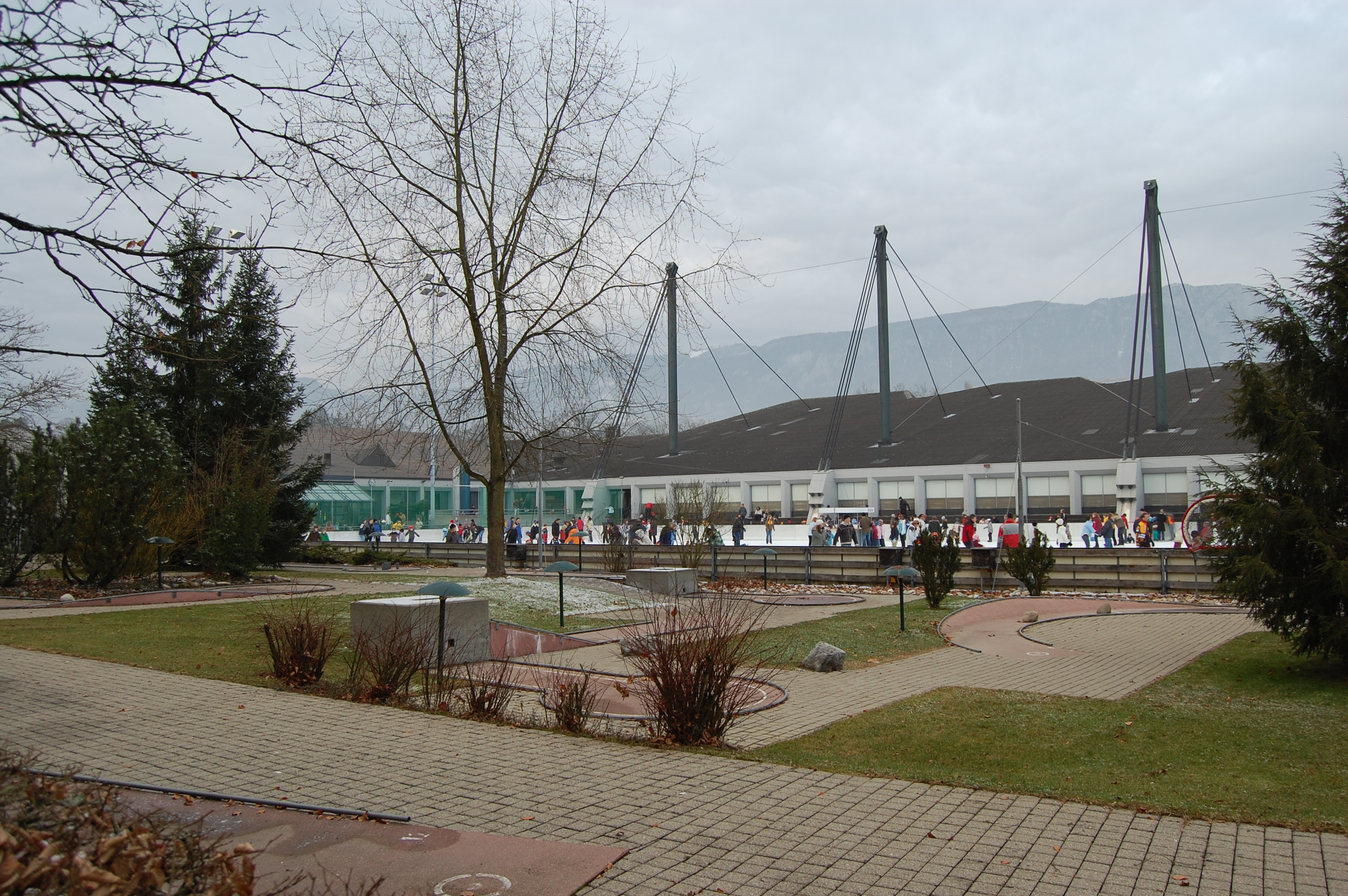
Sportzentrum Zuchwil

Das Sportzentrum Zuchwil bietet eine grosse Auswahl, sich sportlich betätigen zu können. Gleichzeitig finden hier auch gelegentlich Sportanlässe statt, z. B. Eishockeymatches (gelegentlich sogar Länderspiele mit der Nationalmannschaft). In unmittelbarer Nähe des Sportzentrums befindet sich die 2021 erbaute Aarena, das Zuhause des in der 3. Liga spielenden FC Zuchwils. Die Aarena verfügt über einen Kunstrasen und bietet den Fussballern des FC Zuchwil somit die Möglichkeit, sich ganzjährig draussen fit zu halten. Ebenfalls direkt neben dem Sportzentrum befindet sich ein kleiner Wald mit einer 800 m langen Finnenbahn. Auch beliebt unter Joggern ist der "Aarelauf" auf beiden Uferseiten zwischen dem Emmenspitz und der sogenannten roten Velobrücke. Jährlich findet der Derendinger Abendlauf statt, der zu einem grossen Teil auch durch Zuchwil verläuft und durch den Wald des Dittibergs führt. Innerhalb dieses Waldes befindet sich zudem die 2,5 km lange Strecke des Vitaparcours. Des Weiteren existiert in Zuchwil die Schiessanlage Solothurn/Zuchwil sowie eine Anlage zum Hornussen mit ihrem Verein, der Hornussergesellschaft Zuchwil.

### Freizeit und Unterhaltung

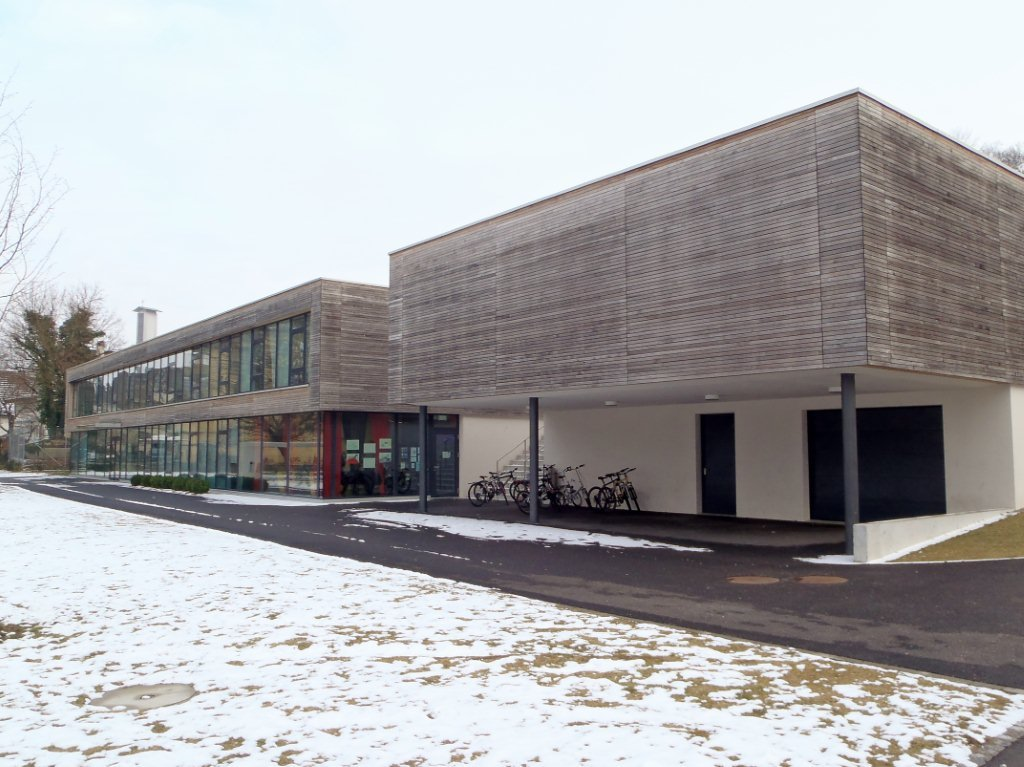
Kinder- und Jugendzentrum mit Gemeindebibliothek

- Sportzentrum, mit Eishalle, Frei- und Hallenbad, Minigolfanlage, Sauna, Tennisplätzen
- Kinder- und Jugendzentrum mit Gemeindebibliothek (KIJUZU)
- FC Zuchwil mit rund 500 Mitgliedern
- EHC Zuchwil Regio
- Cevi Jungschar, grösste Jugendorganisation von Zuchwil
- Pfadi
- Theater Mausefalle Solothurn, seit 2012 in Zuchwil angesiedelt
- Zwischennutzung Widitreff, Begegnungszentrum im ehemaligen FC-Clubhaus
- Stöcklilager Zuchwil als Teil der Jungwacht-Blauring
- Zuchwil liegt auf der Strecke des jährlich stattfindenden Slowup Solothurn-Buechibärg

### Sehenswürdigkeiten
- Ehemalige Gutshöfe («Twing») von Solothurner Patrizier-Familien im oberen und unteren Emmenholz (mit Residenz), mit z. B. ökologisch wertvoller Obst-Hofstatt (mit 220 Hochstamm-Obstbäumen).
- Polenanlage bei der katholischen Kirche St. Martin mit Grabdenkmal für den polnischen Nationalhelden Tadeusz Kościuszko, dessen Eingeweide (viscera) in Zuchwil beigesetzt wurden.
- Grabplatte des Architekten Paolo Antonio Pisoni, der die von seinem Onkel Gaetano Matteo Pisoni projektierte St. Ursenkathedrale vollendete, an der Ostseite des Glockenturms der Martins-Kirche
- der klassizistische Altbau-Teil des Gemeindehauses sowie das in der Zwischenkriegszeit erbaute, Pisoni benannte Schulhaus.
- Neuapostolische Kirche, mit dem Architekturpreis "Bronzener Hase" ausgezeichnet.
- Parkähnlicher Schaugarten im Blumenfeld.

## Bildung
Zuchwil besitzt vier Schulen, in denen etwa 1000 Schüler unterrichtet werden. Die beiden Schulen Blumenfeld und Unterfeld tragen ihren Namen vom entsprechenden Quartier, in dem sie stehen. Das Pisoni-Schulhaus hat seinen Namen zu Ehren dem Architekten Paolo Antonio Pisoni.
| Name       | Klassen       | Koordinaten |
| ---------- | ------------- | ----------- |
| Blumenfeld | Primarklassen | Geotag      |
| Pisoni     | Primarklassen | Geotag      |
| Unterfeld  | Primarklassen | Geotag      |
| Zelgli     | Oberstufen    | Geotag      |

## Persönlichkeiten
- Max Frenkel (1938–2022), Journalist, lebte in Zuchwil
- Christof Gasser (* 1960), Krimiautor
- Joel Grolimund (* 1991), TV-, Radio- und Eventmoderator sowie Redaktor und Reporter der Sendung "Gesichter & Geschichten" des SRF, in Zuchwil aufgewachsen
- Monica Gubser (1931–2019), Schauspielerin, wohnte zuletzt in Zuchwil
- Robert Hagmann (* 1942), Radrennfahrer
- Michelle Hunziker (* 1977), Moderatorin und Sängerin, Ex-Frau des italienischen Sängers Eros Ramazzotti, wohnte als Teenager in Zuchwil
- Yule Kilcher (1913–1998), Landwirt und Politiker in Alaska, in Zuchwil aufgewachsen
- Tadeusz Kościuszko (1746–1817), polnischer Freiheitskämpfer, teilbestattet in Zuchwil
- Marco Müller (* 1994), Eishockeyspieler, in Zuchwil geboren
- Paolo Antonio Pisoni (1738–1804), Architekt, bestattet in Zuchwil[23]
- Jürg Solothurnmann (* 1943), Jazzmusiker und -journalist
- Samuel Widmer (1948–2017), Arzt, Psychiater, Psychotherapeut und Autor, in Zuchwil geboren und aufgewachsen